# Cosalá
Cosalá ist eine Kleinstadt mit etwa 6.500 Einwohnern und Verwaltungssitz der gleichnamigen Gemeinde (municipio) mit insgesamt etwa 15.000 Einwohnern im mexikanischen Bundesstaat Sinaloa. Wegen ihres historischen Stadtzentrums zählt sie seit dem Jahr 2005 zu den Pueblos Mágicos.

## Lage
Der Ort Cosalá liegt im umgeben von den bewaldeten Bergen der Sierra Madre Occidental in einer Höhe von ca. 380 m. Culiacán, die Hauptstadt des Bundesstaats, befindet sich ca. 115 km (Fahrtstrecke) nordwestlich; die Hafenstadt Mazatlán liegt etwa 165 km südlich an der Küste des Golfs von Kalifornien. Das Klima ist gemäßigt bis warm; Regen (ca. 750 mm/Jahr) fällt nahezu ausschließlich im Sommerhalbjahr.

## Bevölkerungsentwicklung
| Jahr      | 2000  | 2005  | 2010  |
| Einwohner | 5.675 | 6.822 | 6.577 |

Der leichte Bevölkerungszuwachs hängt im Wesentlichen mit der Zuwanderung von Familien und Einzelpersonen aus den Dörfern der Umgebung zusammen. Die meisten der oft indianisch-stämmigen und untereinander Nahuatl-sprechenden Einwohner der Gemeinde sprechen auch Spanisch.

## Wirtschaft
In der Umgebung von Cosalá wurde bis zur Mitte des 20. Jahrhunderts Silbererz abgebaut. In den Dörfern der Gemeinde wird Viehzucht betrieben, daneben werden Mais, Weizen, Bohnen und Gemüse angebaut; außerdem gibt es zahlreiche Mangobäume. In der Kleinstadt selbst haben sich kleinere Handelsgeschäfte sowie Handwerks- und Dienstleistungsbetriebe angesiedelt.

## Geschichte
Vor der Ankunft der Spanier war die Gegend, wenn auch nur sehr dünn, von diversen Indianerstämmen besiedelt. Cosalá wurde am 13. März 1562 von Francisco de Ibarra unter dem Namen Quetzalla gegründet; später ankommende Franziskaner gaben dem Ort den Namen Real de Minas de Nuestra Señora de las Once Mil Vírgenes de Cosalá. Nach der Unabhängigkeit Mexikos (1821) gehörte Cosalá sechs Jahre lang (1824–1830) zum weitgehend eigenständigen Gebiet des Estado de Occidente.

## Sehenswürdigkeiten
- Die meisten Besucher hat Cosalá wegen seiner kolonialen Atmosphäre.
- Die Iglesia de Santa Ursula mit ihrem Glockenturm stammt aus dem 18. Jahrhundert. Wie üblich ist die Kirche einschiffig; das Joch vor der Apsis ist von einer Kuppel überwölbt, die auf einem furchfensterten Tambour ruht.[4]
- Das Museo de Minería y Historia bietet Einblicke in das Bergwerkswesen der Region.[5]

Umgebung
- Die bewaldete Umgebung des Ortes bietet zahlreiche Wandermöglichkeiten entlang von Wasserfällen (cascadas) Wasserfällen und Felshöhlen (cuevas).